# Lefebvre-Wagen

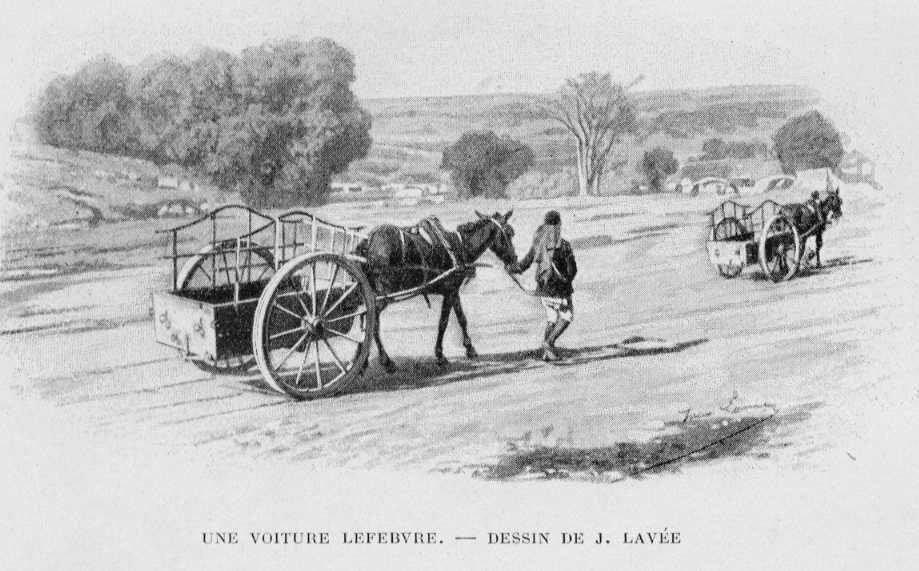
Lefebvre-Wagen

Der Lefebvre-Wagen (franz. voiture Lefebvre) war ein zweirädriger Karren. Die Ladefläche war als Blechwanne ausgeführt und auf eine gekröpfte Achse mit Speichenrädern montiert. Die von Maultieren gezogenen Lefebvre-Wagen wurden Ende des 19. Jahrhunderts vom französischen Militär bei der Kolonialisierung Afrikas eingesetzt.

## Geschichte

### Erfindung
In den 1880er Jahren entwickelte der Konstrukteur Hubert Jean François Lefebvre (* 8. August 1843 in Toulouse; † 16. Juli 1927 Urmatt) einen zerlegbaren Karren aus Blech mit zwei Metallrädern. Er wog 270 kg. Lefebvre s Werkstätten, in denen die Lefebvre -Wagen hergestellt wurden, befanden sich in der Rue de Reuilly und der Rue Érard in Paris. Da die Wagenkästen wasserdicht waren und schwimmen konnten, waren sie gut zum Überqueren von Flüssen geeignet. Sie wurden von einem Maultier gezogen und auf ebenem Gelände konnte die Ladung bis zu 500 kg betragen. Sie waren daher für die französische Armee interessant, die Ende des 19. Jahrhunderts im Dienste der Kolonialisierung stand. So leisteten sie im Nahen Osten, im Sudan, in Dahomey und in Algerien gute Dienste. Es gab verschiedene Modelle: Einige hatten Bordwände, waren eine Art Leiterwagen, die die Ladung an Ort und Stelle hielten, andere hatten Deckel, wieder andere hatten eine Plattform oder einen Tank.

### Einsatz in Dahomey
Während des Dahomey-Feldzugs 1892 bis 1894 wurden 80 Lefebvre-Wagen eingesetzt.

### Einsatz in Französisch-Sudan
In Französisch-Sudan (heute Mali) wurden die Importgüter auf der meterspurigen Bahnstrecke Dakar–Niger und der Decauville-Bahn Bafoulabé–Dioubéba bis Dioubéba befördert. Von dort wurden sie auf Kähnen zu Wasser auf dem Senegal bis Badumbé befördert. In Badumbé wurden sie auf dem Landweg mit Lefebvre-Wagen zum Zielort weitertransportiert.

### Einsatz in Madagaskar
Offiziere mit Erfahrung beim Transport von Nachschub in Tonkin und Tunesien rieten vom Einsatz von Lefebvre-Wagen in Madagaskar ab, weil sie zu schwer und unhandlich seien. Die Artillerieführung ignorierte diesen Rat jedoch und vergab am 14. Dezember 1894 den Auftrag für 5040 dieser Wagen: 4000 mit Bordwand, 1000 mit Deckel und 40 mit Tank. Lefebvres Werkstatt war jedoch nicht in der Lage, so viele Wannen fristgerecht aus Aluminium zu fertigen. Die Armee akzeptierte deshalb, dass die meisten der an sie gelieferten Wannen aus verzinktem Stahlblech statt aus Aluminiumblechen bestanden, was ihr Gewicht und ihre Festigkeit beeinträchtigte.
Als Zugtiere wurden 6650 Maultiere und mit ihnen 7000 kabylische Maultierführer aus Algerien nach Madagaskar verschifft. Für die Ausschiffung der Ausrüstung und Tiere sollten Pontons eingesetzt werden, die sich bei der Ankunft in der Bucht von Majunga, in der es noch keinen Schiffsanleger gab, als unbrauchbar erwiesen. Die Pferde, Maultiere und Transportkisten wurden daher schwimmend ans Ufer gebracht; viele Tiere kamen verletzt dort an.
Da die Lefebvre-Wagen und Maultiere nicht mit denselben Schiffen transportiert wurden, trafen die Maultiere erst nach den Eisenkarren ein, so dass diese lange Zeit unbrauchbar waren und als Badewannen und Waschzuber zweckentfremdet wurden. Die mit schwerem Material beladenen Wagen blieben in dem bergigen und feuchten Gelände Madagaskars oft stecken, da die Insel anders als die Küstenregion des afrikanischen Festlands keineswegs flach und trocken war. Die Offiziere und Soldaten, die an der Expedition teilnahmen, waren sich einig, dass die Lefebvre-Wagen als „schwere und unbequeme Maschinen“ für den Einsatz in dem rauen Gelände Madagaskars ungeeignet seien.
Zumindest zu Beginn der Expedition behielten die Soldaten ihren Sinn für Humor und machten sich einen Spaß daraus, die 276 Verwendungsmöglichkeiten von Lefebvre-Wagen aufzulisten, die als Badewanne, Blumenkasten, Boot, Gabione, Torhaus usw. verwendet werden konnten. Am Ende hieß es: „Nur eine Funktion war ihnen vorenthalten, die eines Fahrzeugs, das auf der Straße nach Andriba verkehren konnte.“
Auf den ersten 10 km von der Küste bis nach Marohogo erkrankten zahlreiche Männer an Fieber und Ruhr, so dass die Lefebvre-Wagen für den Krankentransport verwendet wurden, um die Erkrankten in die überfüllten Lazarette zu bringen. Die Maultiere konnten mit den beladenen Wagen bestenfalls 12 Kilometer pro Tag zurücklegen.

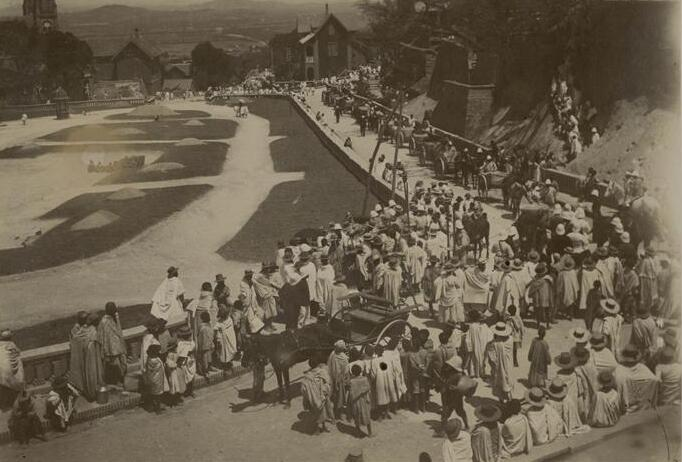
Ankunft des ersten Convoys von Lefebvre-Wagen in Tananarive, 1897

Obwohl eine leicht beladene Vorhut von 4000 Soldaten im September 1895 innerhalb von 16 Tagen auf der 150 km lange Strecke von Andriba nach Tananarive vorgedrungen war, konnten die verbliebenen Lefebvre-Wagen erst 1897 nach dem Bau der Karrenstraße Andriba–Tananarive bis Tananarive gebracht werden. Kapitän Mauriés berichtete an seine Vorgesetzten, dass er auf einer Strecke von etwa 100 km fast 4000 zurückgelassene oder defekte Lefebvre-Wagen gezählt habe. Darüber hinaus erwähnt das offizielle Bulletin vom 9. Dezember 1896 eine Genehmigung für den Verkauf von 800 dieser Lefèbvre-Wagen, die von der Expedition stammten und an verschiedenen Posten abgestellt worden waren und nicht für den Bedarf des Korps verwendet werden konnten.

### Nachnutzung

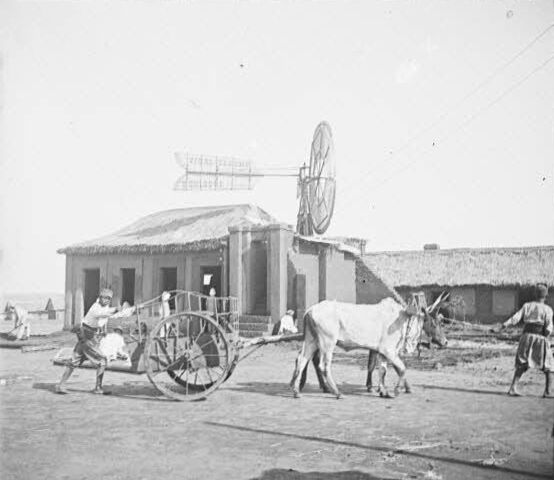
Landwirtschaftliche Nachnutzung durch das Bara-Volk bei Betroka, 1901

Die einzigen Nutznießer der Fahrzeuge waren einige Dorfbewohner und Bauern, die nicht weit von der Militärstraße entfernt wohnten und die Fahrgestelle der Lefebvre-Wagen nachnutzen konnten oder zumindest aus deren schweren Wannen termitenresistente Schränke, Badewannen, Zisternen und Hühnerställe herstellten.